# Vincenzo Tamburo
Vincenzo Tamburo (ur. 1 października 1985 w Empoli) – włoski siatkarz, grający na pozycji atakującego. 

## Sukcesy reprezentacyjne
Igrzyska Śródziemnomorskie:
- 2009